# Ђорђе Рапајић
Ђорђе Рапајић (Титова Кореница, 1952 – Загреб, 12. јун 2000) био је хрватски позоришни, телевизијски и филмски глумац. Поред академије, дипломирао је и шумарство. Јавности је најпознатији као Носоња из серије Смоговци и као Перо из дечје емисије Поштански сандучић. Поред тога, био је глумац у разним драмским, едукативним и дечијим серијама и емисијама. Годинама је био глумац у позоришту Трешња, а радио је и са водећим хрватским филмским редитељима.

## Филмографија

### Телевизијске улоге
- " Инспектор Винко " као рокер бр. 2 (1984])
- " Киклоп " као улични интелектуалац (1983)
- " Поштански сандучић" као Перо (1982–1992)
- " Смоговци " као Носоња (1982–1992)
- " Непокорени град " као Јосип Чуљат (1982)

### Филмске улоге
- "Осуђени" као Џо (1987)
- " Сан о ружи " као полицајац (1986)
- " Трећи кључ " као Јура (1983)
- " Киклоп " као улични интелектуалац (1982)
- " Возом на југ " (1981)
- " Ритам злочина " као гост у гостионици (1981)

## Смрт
Рапајић је, по мишљењу писца Ђорђа Матића, „прогањан као Србин у Загребу и гурнут на маргину хрватском шовинистичком идеологијом с почетка деведесетих“. Недуго након проглашења независне Хрватске, остао је без посла у позоришту Трешња. Све до смрти 2000. живео је изузетно тешким животом, проводећи последње дане живота у великом сиромаштву.
Преминуо је у Загребу 2000. у 48. години од последица тровања алкохолом. Рапајић је, према Дубравки Угрешић, био „човек са више идентитета, равноправних.”